# Brehov
Brehov (do roku 1948 Imbreg, maďarsky Imreg) je obec na Slovensku v okrese Trebišov. Leží u řeky Ondavy, první písemná zmínka je z roku 1309, v ní se obec připomíná jako Imbregh. V letech 1938 až 1945 byla obec na základě první vídeňské arbitráže součástí Maďarska

## Symboly obce
Podle heraldického rejstříku má obec následující symboly, které byly přijaty 24. dubna 2001. Na znaku jsou spojeny zaměstnanecké a přírodní motivy podle pečeti z roku 1752.

### Znak
V červeném štítě ze zeleného nízkého vršku vyrůstající stříbrný zlatolistý strom, vpravo od něj šikmá zlatá stříbroploutvá ryba, ocasem překrývající vršek, vlevo zlatá vztyčená obrácená ještěrka, sedící si na ocase podstrčeném mezi zadní nohy a držící jeho konec předními končetinami.

### Vlajka
Vlajka má podobu pěti podélných pruhů žlutého, bílého, červeného, bílého a zeleného v poměru 2:1:1:1:2. Vlajka má poměr stran 2:3 a ukončena je třemi cípy, tj. dvěma zástřihy, sahajícími do třetiny jejího listu.

## Pamětihodnosti
- Klášter minoritů s římskokatolickým kostelem svatého Františka z Assisi. Kostel je jednolodní, původně románská stavba, přibližně z druhé čtvrtiny 13. století. Má půlkruhově ukončený presbytář a věž. Románský kostel měl starší patrocinium svatého Klimenta. Původní kostel byl z velké části zničen při tureckých vpádech do oblasti v 17. století. V roce 1753 do obce přišli minorité, kteří převzali zničený kostel a zásadně jej v letech 1767–1769 přestavěli v duchu baroka. Z původní stavby se zachovala přední část se zděnou emporou a věží. Románského původu jsou pravděpodobně lizény na fasádě a kamenné sloupky zdvojených oken, biforií. V letech 2004–2006 proběhl v kostele stavebně-historický výzkum. Průčelí kostela je členěno lizénami a kordonovými římsami.[5] Vedle stojící minoritský klášter je třípodlažní barokní stavba z let 1767-1769 na půdorysu písmena U s valbovou střechou a hladkou fasádou.
- Reformovaný kostel, jednoduchá jednolodní stavba s polygonálním závěrem z konce 19. století. V roce 1949 byla přistavěná věž.
- Zaniklý hrad Brehov ze 14. století na návrší západně od kláštera